# الزراجي

تعديل مصدري - تعديل

 الزراجي هي إحدى حارات حي يريم بمدينة يريم أحد مدن محافظة إب، بلغ تعداد سكانها 2671 نسمة حسب تعداد اليمن لعام 2004.